# Britská a zahraniční biblická společnost
Britská a zahraniční biblická společnost (anglicky British and Foreign Bible Society, česky někdy Biblická společnost britská a zahraniční, starší češtinou Biblická společnost britická a zahraniční) je mezinárodní nakladatelství křesťanské literatury založené počátkem března 1804 v Británii. Jeho hlavní činností je překládání a vydávání Bible v mnoha různých jazycích. Tato biblická společnost působila i v českých zemích, jejím hlavním přínosem pro českou náboženskou literaturu jsou mnohá vydání Bible kralické, která byla tímto nakladatelstvím opakovaně vydávána až do roku 1938. Po návratu demokratických poměrů do Československa v 90. letech 20. století Britská a zahraniční biblická společnost finančně i jinak podporovala nově vzniklou Českou biblickou společnost.